# Academy of St Martin in the Fields

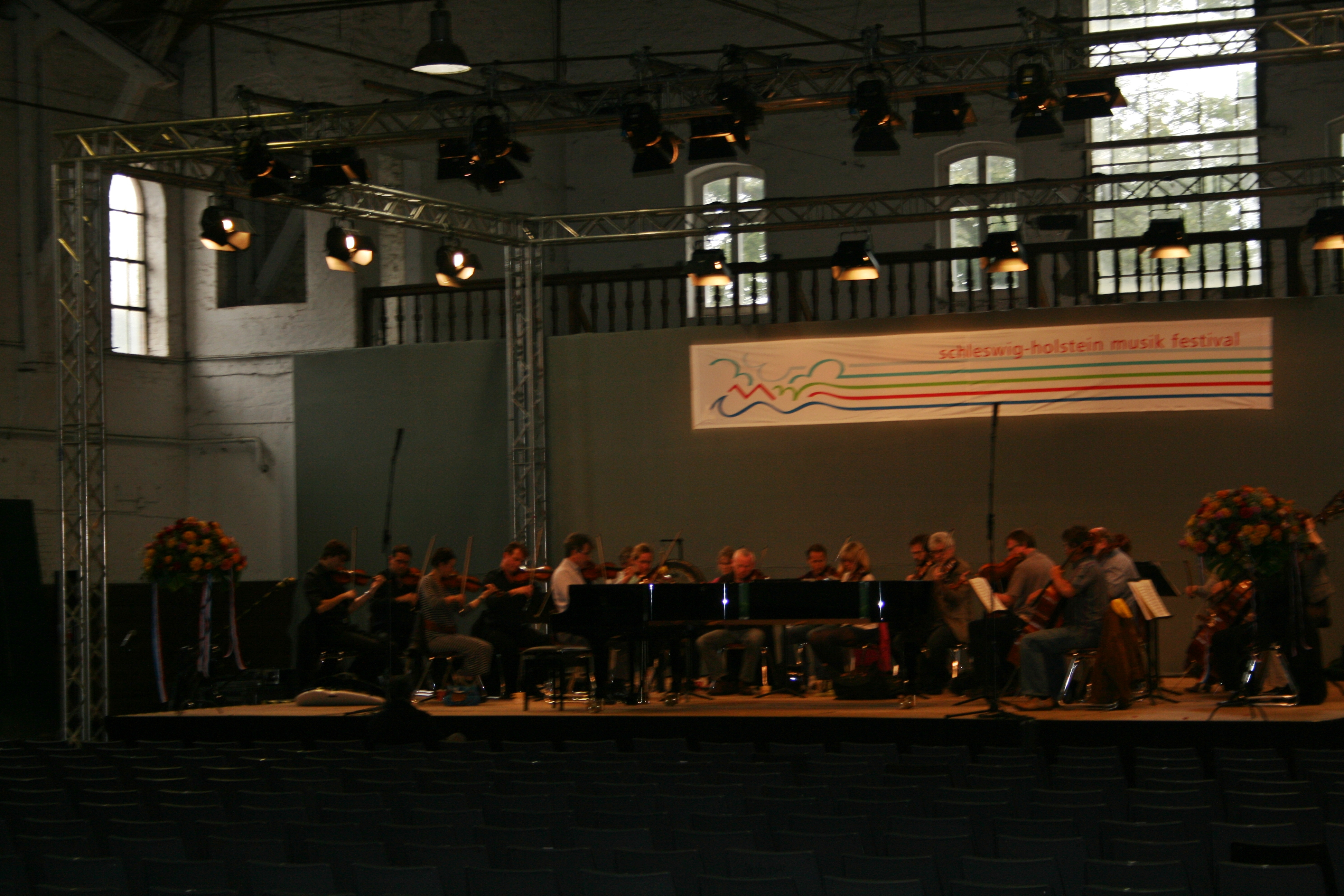
Academy of St Martin in the Fields (2011)

De Academy of St Martin in the Fields is een Engels kamerorkest dat werd opgericht door Sir Neville Marriner in 1959.
De naam komt van de kerk St Martin-in-the-Fields op Trafalgar Square in Londen waar het eerste concert door het orkest werd uitgevoerd op 13 november 1959. Marriner wist hiervoor een aantal van Londens beste musici aan te trekken, die zichzelf soms beschouwden als 'gevlucht' voor dirigenten. Oorspronkelijk vonden de optredens in de kerk plaats als een kleine dirigentloze groep strijkers. Ze speelden een sleutelrol bij de hernieuwde belangstelling voor de barok-uitvoeringen in Engeland. Sindsdien is het orkest uitgebreid met blaasinstrumenten, maar het is flexibel in bezetting, die veranderd wordt afhankelijk van het repertoire, dat varieert van barok tot hedendaagse muziek.
De eerste opname die het orkest maakte, was voor het label L'Oiseau-Lyre in Conway Hall op 25 maart 1961. Andere labels waarvoor het orkest opnamen heeft gemaakt zijn: Argo, Capriccio Records, Chandos, Decca Records, EMI, Hänssler Classic en Philips Records. Het orkest heeft een uitgebreide discografie en is het meest opgenomen kamerorkest ter wereld, met meer dan 500 opnamen. Veel opnamen werden gedirigeerd door Iona Brown en door Kenneth Sillito wanneer Marriner niet beschikbaar was.
Het orkest heeft ook een aantal soundtracks opgenomen, zoals voor Amadeus (1984), The English Patient, en Titanic (1997). De bestverkochte opname in dit verband is de soundtrack van Amadeus met 6,5 miljoen exemplaren.
In februari 1971 werd de vennootschap A.S.M. (Orchestra) Limited opgericht, waarvan Marriner tot 1992 voorzitter was, toen werd hij opgevolgd door Malcolm Latchem en vanaf 1994 door John Heley. Marriner kreeg de titel 'President voor het leven'.
Het koor dat verbonden is aan de Academy of St Martin in the Fields werd opgericht in 1975 en maakte zijn debuut in oktober van datzelfde jaar. Vanaf het begin werd de directie gevoerd door Laszlo Heltay. In 2002 werd zijn leerling Johan Duijck als zijn opvolger benoemd.

## Trivia
- Het koor is regelmatig te horen op de Europese televisie: ze zingen de UEFA Champions League-hymne.
- Neville Marriner bleef zelf tot 1969 in het orkest spelen; vanaf 1970 dirigeerde hij alleen nog.
- Het orkest heeft ook nog opnamen gemaakt onder de namen Argo Chamber Orchestra, London String Players en London Strings.
- De oorspronkelijke naam van het orkest was: The Academy of St.-Martin-in-the-Fields. Vanaf 1988 werden de streepjes tussen de woorden weggelaten.